# WrayGunn
WrayGunn ist eine siebenköpfige portugiesische Band, die Anfang 1999 in Coimbra gegründet wurde. Der Stil vereint verschiedene amerikanische Einflüsse von Blues, Gospel, Rock, Soul und Funk.

## Geschichte
Nach dem Ende der Tédio Boys gründete Paulo Furtado in Coimbra 2000 mit neuen Musikern die Band. Ihre erste EP erschien im selben Jahr unter dem Titel Amateur, im Jahr darauf das Debütalbum Soul Jam. Nach Veröffentlichung des Albums Shangri-La wurden die Musiker 2008 für einen Globo de Ouro in der Kategorie Beste portugiesische Band nominiert, und kamen mit dem Album erstmals in die portugiesische Hitparade, auf Platz 19. Mit dem 2012 erschienenen, als CD und LP veröffentlichten Album L’art brut kamen sie dann bis auf den dritten Platz der Verkaufscharts des Landes.

## Diskografie

### EPs
- 2000: Amateur

### Alben
- 2001: Soul Jam
- 2004: Ecclesiastes 1.11
- 2007: Shangri-La
- 2012: L’Art Brut

### Kompilationen
- 2008: A Wraygunn Double Joint: Ecclesiastes 1.11 / Shangri-La (Doppelvinyl)